# 한국작가회의
한국작가회의(韓國作家會議, The Association of Writers for National Literature - AWNL)는 대한민국의 문인 단체이다.
1974년 11월 18일 유신반대 운동에 참여하는 작가들에 의해 자유실천문인협의회로 출범, 1987년 9월 17일 민족문학작가회의로 확대개편되면서 민족문학 이룩, 문학인의 권익보호, 국제교류 등을 목적으로 하였다.
1996년 6월 5일 자율실천문인협의회와 민족문화작가회의의 정신을 계승하여 한국문학의 발전에 기여할 목적으로 대한민국 문화체육관광부에 사단법인으로 등록되어 있다. 여러 위원회와 장르별 분과를 밑에 두고 있으며, 1996년부터 전국적으로 지회 조직을 결성하였다.
2007년 12월 8일 한국작가회의로 이름을 바꾸었다.

## 걸어온 길
- 1974년 11월 18일 자유실천문인협의회 창립
- 1978년 4월 24일 제1회 민족문학의 밤 개최
- 1980년 3월 20일 기관지 실천문학 창간
- 1984년 12월 19일 자유실천문인협의회 재창립
- 1986년 6월 제1회 민족문학교실 개최
- 1987년 9월 17일 민족문학작가회의 창립
- 1994년 9월 24일 제1회 전국고교생백일장 개최
- 1995년 12월 1일 문예지 계간 ‘내일을 여는 작가’ 창간
- 1997년 6월 제1회 세계작가회의의 대화
- 2004년 6월~7월 제1회 아시아청년작가워크숍
- 2005년 7월 20일~25일 6·15 남북 공동선언 실천을 위한 민족문학작가대회 개최(평양, 백두산, 묘향산)
- 2006년 10월 29일~31일 6·15민족문학인협회 결성(금강산 호텔)
- 2007년 11월 7일~14일 아시아·아프리카 문학 페스티벌(AALF) 개최
- 2007년 12월 8일 민족문학작가회의에서 (사)한국작가회의로 명칭 변경
- 2009년 6월 9일 이명박 정부의 독재 회귀를 우려하는 문학인 시국선언
- 2010년 2월 8일 한국문화예술위원회의 확인서 제출 요구에 대한 작가회의의 입장 발표
- 2010년 3월 저항의 글쓰기 운동 전개

## 주요 사업
- 문학창작 지원을 위한 사업
- 민족통일에 기여할 수 있는 문학적 사업
- 민족문학의 교육을 위한 사업
- 문학예술정책 개발